# Mus indutus
Mus indutus é uma espécie de roedor da família Muridae.
Pode ser encontrada nos seguintes países: Angola, Botswana, Namíbia, África do Sul, Zâmbia e Zimbabwe.
Os seus habitats naturais são: savanas áridas e campos de altitude subtropicais ou tropicais.